# Cratere Germain
Germain  è un cratere sulla superficie di Venere. Deve il suo nome alla matematica francese Sophie Germain.